# Бамбергские луковицы

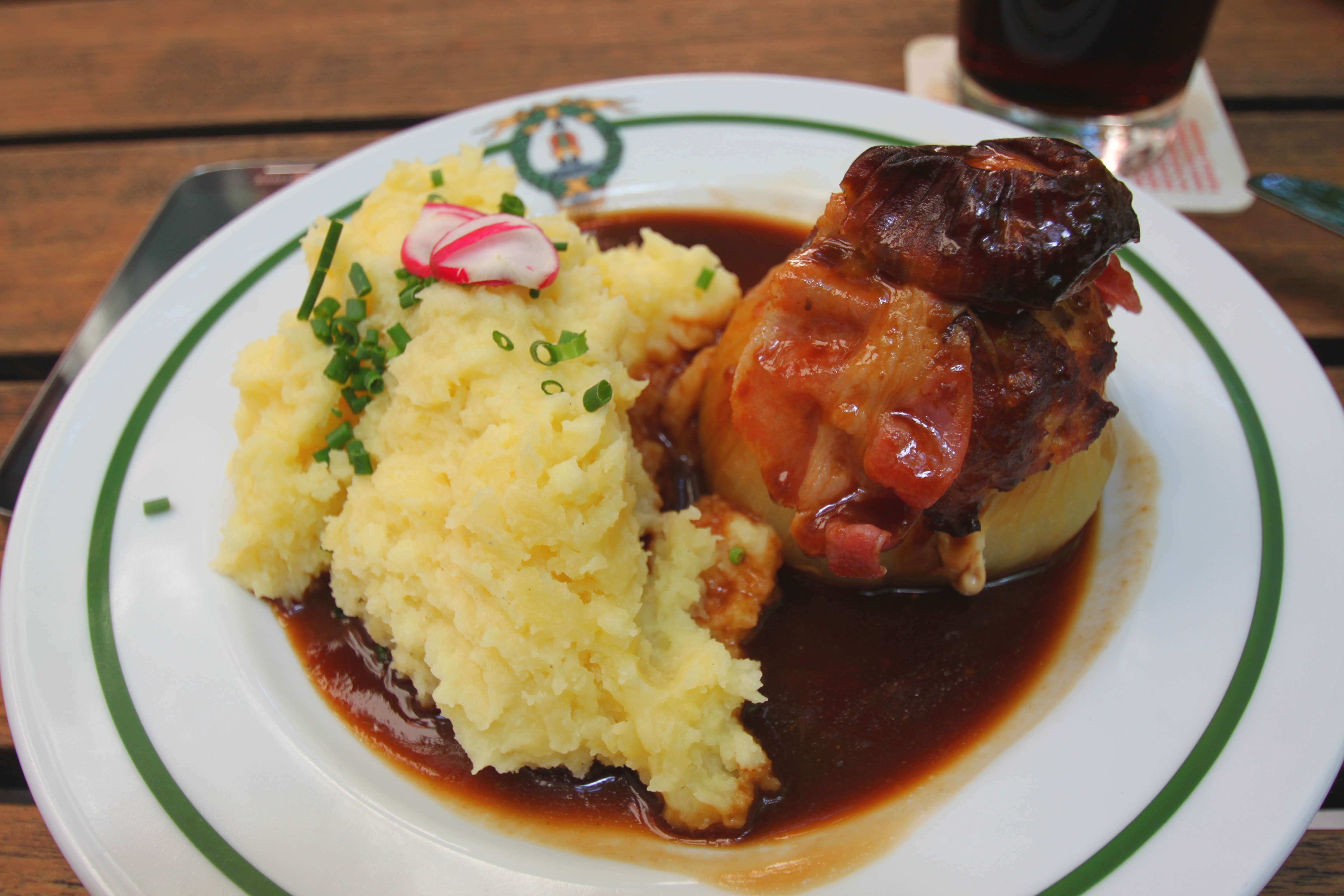
Бамбергские луковицы под соусом из копчёного пива и с картофельным пюре

Бамбергские луковицы (нем. Bamberger Zwiebeln) — франконское мясное блюдо, которое часто подают в трактирах при пивоварнях. Разновидность фаршированного лука, представляет собой начинённые мясным фаршем или фаршем для братвурстов луковицы под пивным соусом со вкусом раухбира. По традиции для приготовления бамбергских луковиц используются местные грушевидные сорта старинного сорта с высоким содержанием горчичных масел и благодаря этому мягким вкусом. Бамбергские крестьяне с XVII века специализировались на производстве репчатого лука. Чтобы луковицы были крупными, в начале лета требовалось уничтожить пробивавшиеся стрелки зелёного лука, забиравшие у них питательные вещества из почвы. Для этого местные крестьяне привязывали к обуви специальные доски и ходили в них по луковым полям, чтобы придавить луковые стрелки. «Лукодавы» (нем. Zwiebeltreter) стало ироническим прозвищем жителей Бамберга.
Для приготовления блюда у луковиц крупного размера — в зависимости от рецепта сырых или предварительно отваренных в бульоне — извлекают сердцевину, наполняют их приправленным специями фаршем и тушат в печи в горшках с небольшим количеством бульона. В полученный соус в конце приготовления добавляют пива и слегка его загущают. Бамбергские луковицы сервируют с хрустящим жареным шпиком, картофельным пюре и квашеной капустой.